# Aclytia klagesi
Aclytia klagesi är en fjärilsart som beskrevs av Rothschild 1912. Aclytia klagesi ingår i släktet Aclytia och familjen björnspinnare. Inga underarter finns listade i Catalogue of Life.